# مرغابی فینچ
مرغابی فینش (نام علمی: Chenonetta finschi) یک گونه بزرگ زمینی از مرغابی بود که در گذشته در نیوزلند بومی بود. این گونه احتمالاً زمانی رایج‌ترین مرغابی در نیوزلند بوده‌است، این فرض بر اساس فراوانی فسیل‌های آن در رسوب‌های استخوانی است.

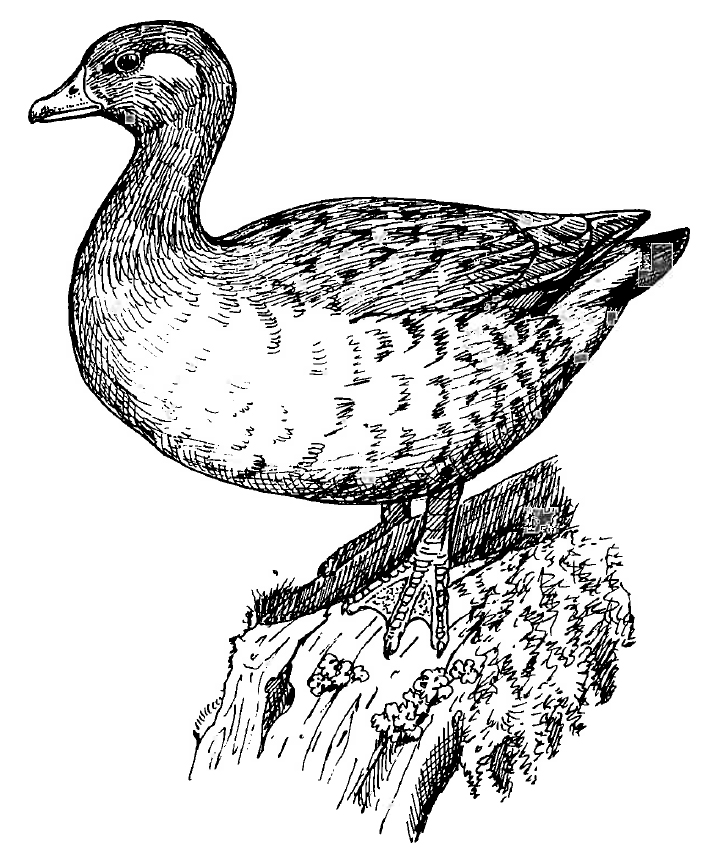
بازسازی شده

این گونه در جنگل‌ها، بوته‌زارها و علفزارهای معتدل وجود داشت.